# Мезамир
Мезами́р (греч. Μεζαμηρος, Межамир, Межемир) — представитель знати восточнославянского союза антов, посол, упомянутый византийским автором Менандром в связи с событиями аварско-антского противостояния в 560-х — 580-х годах.
Мезамир, сын Идаризия и брат Келагаста, был отправлен антами к аварскому хану Баяну I для выкупа пленных, но был убит им вопреки  обычаям за нарушение дипломатического протокола.

## Этимология имени
Имя Мезамир, видимо, славянское и трактуется через корни «межа» (граница) и «мир» (вселенная, союз племен, община).
Окончание -мир характерно для готов V века (остготские вожди Валамир, Видимир, Теодемир у Иордана), хотя для готов иногда окончание произносят как -мер. Оба звука (-и-, -е-) обозначаются в греческом буквой η.
Е. А. Мельникова в комментарии этимологического пассажа Титмара Мерзебургского (н. XI в.), объясняющего корень «мир» в имени Владимир через славянское «мир», возводит этот корень к реликтовой основе mērs- «слава», «великий», д.-в.-н. ma^ri «знаменитый» и др. индоевропейским корням. Она сохранилась в древнерусском имени Володимер (скандинавская калька — Вальдемар). Между тем, в пособии под редакцией Е. А. Мельниковой, имя Мезамер названо «первым более или менее славянским („антским“) именем», которое упомянуто у византийских авторов.

## Исторические свидетельства
Византийский историк VI века Менандр Протектор оставил единственное свидетельство о Мезамире:

«Властители антские [Менандр употреблял греческое слово „архонты“] приведены были в бедственное положение и утратили свои надежды. Авары грабили и опустошали их землю. Угнетаемые набегами неприятелей, анты отправили к аварам посланником Мезамира, сына Идаризиева, брата Келагастова [Μεζαμηρος ο Ιδαριζιον, Κελαγαστον αδελφος], и просили допустить их выкупить некоторых пленников из своего народа. Посланник Мезамир, пустослов и хвастун, по прибытии к аварам закидал их надменными и даже дерзкими речами. Тогда Котрагир, который был связан родством с аварами и подавал против антов самые неприязненные советы, слыша, что Мезамир говорит надменнее, нежели как прилично посланнику, сказал кагану: „Этот человек имеет великое влияние между антами и может сильно действовать против тех, которые хоть сколько-нибудь являются его врагами. Нужно убить его, а потом без всякого страха напасть на неприятельскую землю“. Авары, убеждённые словами Котрагира, уклонились от должного к лицу посланника уважения, пренебрегли правами и убили Мезамира. С тех пор больше прежнего стали авары разорять землю антов, не переставая грабить её и порабощать жителей.»

На Руси сохранялись смутные воспоминания о борьбе славян с аварами, исчезнувшими как единый народ ко времени написания летописей. Отрывок из «Повести временных лет» с легендой об аварах (обрах):
Затем пришли белые угры и заселили землю Славянскую. Угры эти появились при царе Ираклии, и они воевали с Хосровом, персидским царём. В те времена существовали и обры, воевали они против царя Ираклия и чуть было его не захватили. Эти обры воевали и против славян и притесняли дулебов — также славян, и творили насилие жёнам дулебским: бывало, когда поедет обрин, то не позволял запрячь коня или вола, но приказывал впрячь в телегу трёх, четырёх или пять жён и везти его — обрина, — и так мучили дулебов. Были же эти обры велики телом, и умом горды, и Бог истребил их, умерли все, и не осталось ни одного обрина. И есть поговорка на Руси и доныне: «Погибли, как обры», — их же нет ни племени, ни потомства.

## Мнения историков
Ю. В. Коновалов трактует сообщение Менандра как первое упоминание о наличии у славян княжеских родов, династий. В византийских текстах VI—VII вв. этот случай является уникальным.
В. В. Мавродин, рассматривая сведения Менандра о Идаре и его сыновьях, включал их в число свидетельств зарождения у предков восточных славян государственности. Сопоставляя сведения Менандра и Прокопия Кесарийского, писавшего о более ранних событиях VI века, историк пришел к выводу, что нашествие авар, обрушившееся на Северное Причерноморье в 550-х — начале 560-х годов, привело к значительным изменениям в положении военной знати антов. Князья и их дружины стали играть большее значение в вопросах управления союзом племен, чем вечевые традиции. Среди таких военных вождей было и семейство Идара. Мавродин предположил, исходя из слов Котрагира, что Идаровичи узурпировали власть над антами и что правление носило наследственный характер.
А. И. Сахаров рассматривает посольство Мезамира в контексте сведений о дипломатических отношениях антов с другими народами. Мезамир действовал от лица племенного союза в интересах соплеменников. Такой статус Мезамира говорит о зарождении государственных отношений у славян.